# Децієва дорога

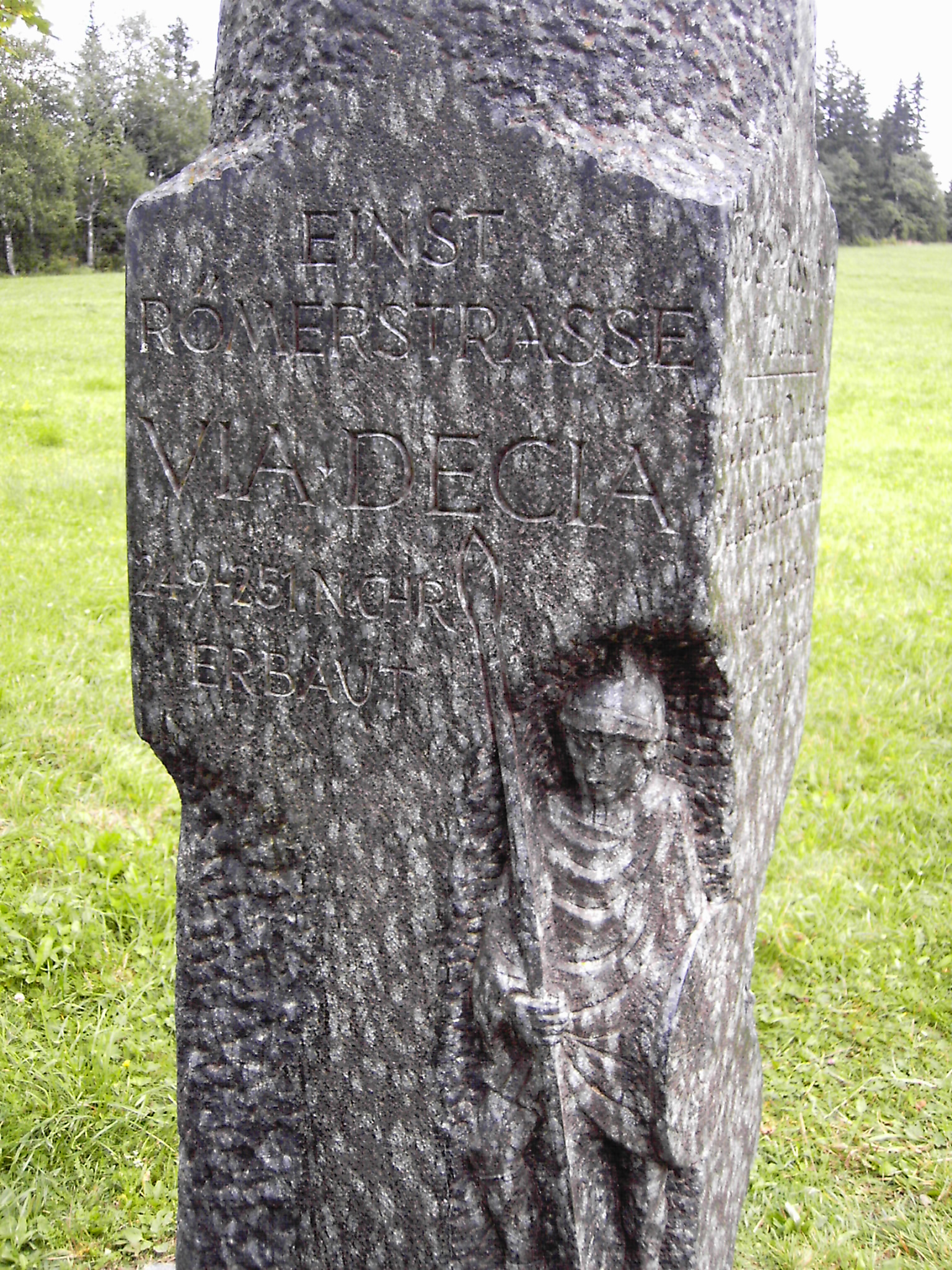
Пам'ятний знак на Децієвій дорозі на перевалі Jochpass

Децієва дорога (лат. Via Decia) — римська дорога в провінції Верхня Германія, яка йшла через Альпи через перевал Jochpass до міста Brigantium (зараз Брегенц).
Збудована в 250 році імператора Децієм Траяном (звідки й отримала назву).